# アメリカ合衆国国務省西半球局

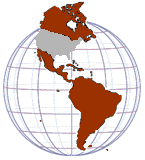
西半球局

アメリカ合衆国国務省において、西半球局（にしはんきゅうきょく、Bureau of Western Hemisphere Affairs）は、北アメリカ大陸および南アメリカ大陸に関する政治的問題に対処し、これらの地域の国々と合衆国との間の外交関係および外交政策を扱う行政機関である。国務次官（政治担当）の管轄下にあり、国務次官補（西半球担当）が監督責任を負う。

## 担当する国と地域
- アルゼンチン
- アルバ
- アンティグア・バーブーダ
- ウルグアイ
- エクアドル
- エルサルバドル
- オランダ領アンティル
- ガイアナ
- カナダ
- キューバ
- グアテマラ
- グレナダ
- ケイマン諸島

- コスタリカ
- コロンビア
- ジャマイカ
- スリナム
- セントクリストファー・ネイビス
- セントビンセント・グレナディーン
- セントルシア
- チリ
- ドミニカ国
- ドミニカ共和国
- トリニダード・トバゴ
- ニカラグア
- ハイチ

- パナマ
- バハマ
- バミューダ諸島
- パラグアイ
- バルバドス
- ブラジル
- ベネズエラ
- ベリーズ
- ペルー
- ボリビア
- ホンジュラス
- メキシコ

（五十音順）